# 归途有风
《归途有风》是香港歌手王菲在2022年9月28日发布的一首单曲，这首歌是战争剧情片《万里归途》的电影主题曲，系王菲连续第四年献唱中国国庆档电影。
《归途有风》是献给中国外交官的歌曲。

## 背景
人民日报解释，该歌曲主旨是歌颂中国外交部近十年来的撤侨行动，表达“当海外同胞处于危险之中，我们（外交官）会跨越山海，带他们回家”的中心思想。
作曲者钱雷称，他在创作《归途有风》时加入了全新的尝试，既保有了王菲独特的风格，也加入了“温暖的众生感”。其作曲灵感来自于《万里归途》中张译那震撼人心的表演，因此其旋律中包含了“爱、离别、奔赴、守护”等层次丰富的情感。作词者唐恬表示其观影时颇有触动，希望听众能从这首歌曲中感受到力量。
歌坛巨星王菲为《万里归途》献唱主题曲为电影带来热度，因其连续四年为“国庆档”献声而被誉为“国庆档好声音”。从头部电影出品方的选择来看，王菲已经成为实力雄厚的电影出品方心目中最心仪的原声音乐演唱者之一，其在电影原声音乐领域的地位已毋庸置疑。

## 评价
电影频道融媒体中心评价《万里归途》：“独特音色及唱腔，搭配真挚感人的歌词，让这条穿越战火和荒漠的‘万里归途’格外触动人心”。